# Йенсен, Николай Рустад
Николай Рустад Йенсен (норв. Nikolai Rustad Jensen; род. 15 апреля 1990 года) - норвежский игрок в хоккей с мячом.

## Карьера
Родился в коммуне Берум. Игровую карьеру начал в «Стабеке», где играет до сих пор.
С 2012 года играет в сборной Норвегии.